# Not Afraid
Not Afraid è una singolo del rapper Eminem, pubblicato il 29 aprile 2010 come primo estratto dal settimo album in studio Recovery. Il singolo è stato prodotto dal produttore Boi-1da e ha debuttato il 29 aprile 2010 sulla Shade 45, la stazione radio del rapper. Not Afraid entrò nella lista musicale della Billboard Hot 100 al numero 1 della settimana a partire dal 22 maggio, diventando così la sedicesima canzone nella storia di Billboard a debuttare alla prima posizione. Not Afraid fece vincere ad Eminem il Grammy Award nella categoria Best Rap Solo Performance.

## Descrizione
Il 27 aprile 2010 Eminem lanciò un freestyle intitolato Despicable, rappato sulla base della canzone Over di Drake e Beamer, Benz or Bentley di Lloyd Banks come promozione di questo singolo. A differenza di altre canzoni di Eminem come My Name Is, The Real Slim Shady, Without Me, Just Lose It e We Made You, Not Afraid non ha una tematica umoristica. Infatti in questo brano Eminem ci parla di come ha cercato di superare tutti i suoi problemi dovuti al suo abuso di alcool e droga e alla riabilitazione. Il rapper esprime inoltre l'insoddisfazione per il precedente album Relapse e promette di non deludere più i suoi fan, questo nonostante abbia venduto oltre 3,5 milioni di copie in tutto il mondo e abbia vinto un Grammy Award come miglior album rap ai Grammy Awards 2010.

## Video musicale
Il video musicale ha debuttato il 5 giugno 2010 ed è stato girato a Newark, nel New Jersey, con la regia di Rich Lee.
Il video si apre con una scena in cui si vede Eminem sul tetto del Manhattan Municipal Building a New York che inizia a cantare l'intro della canzone, dopodiché comincia a rappare in una scantinato buio senza finestre. Finito il primo verso Eminem lascia la stanza e passeggia in una strada di New York, attraversandola senza dare importanza ai veicoli che passano. In un'altra scena possiamo vedere il rapper frustrato che cerca disperatamente di uscire dalla stanza buia (la stanza buia indica il periodo buio dovuto al suo abuso di alcool e droghe).
Eminem vede riflessi distorti di sé stesso nel vetro di una macchina ferma; continua a camminare ma si ritrova circondato da una serie di specchi. Confuso, il rapper salta attraverso uno di questi rompendolo e trovandosi, così, sul suolo della strada. Rialzatosi, nota che la strada di fronte a lui è stata distrutta.
Nel verso finale il rapper si getta giù dal burrone creato dalla strada distrutta per poi, prima di toccare il fondo, tornare magicamente su volando. Attraversando in volo tutta la città, torna sul picco del grattacielo dove si trovava al principio.
Il rapper Royce da 5'9" appare per pochi istanti nel video.
È uno dei video che ha ottenuto la certificazione Vevo.
Nell'estate del 2017, dopo sette anni dalla pubblicazione, il video supera il miliardo di visualizzazioni.

## Riconoscimenti
- Il video è stato premiato agli MTV Video Music Awards 2010 come Best Male (miglior video di un artista maschile) e Best Hip Hop (miglior video hip hop).
- Agli MTV Europe Music Awards 2010 è stato premiato come Best Hip Hop.
- Ai Grammy Awards 2011 la canzone fece vincere a Eminem il premio Best Rap Solo Performance, ma non solo: Eminem si aggiudicò anche il premio Best Rap Album con Recovery.

## Tracce
Digital single
1. Not Afraid - 4:10

CD single
1. Not Afraid (clean version) - 4:14
2. Not Afraid (explicit version) - 4:11

## Successo commerciale
Not Afraid vendette nella sua prima settimana 380 000 download digitali, diventando la sedicesima canzone della storia di Billboard a debuttare alla posizione numero 1. Il singolo è solamente la seconda canzone hip hop ad aver debuttato alla numero 1, preceduta da I'll Be Missing You di Puff Daddy e Faith Evans. Inoltre è il quarto singolo che ha venduto più rapidamente, dietro solo a Right Round di Flo Rida, Boom Boom Pow dei Black Eyed Peas e Crack a Bottle, sempre di Eminem con la partecipazione dei rapper Dr. Dre e 50 Cent. Ha debuttato alla terza posizione della classifica dei singoli più venduti in Italia e alla prima posizione dei singoli più venduti negli Stati Uniti.. Questo è il terzo singolo di Eminem che riesce a debuttare direttamente alla prima posizione dei singoli più venduti negli Stati Uniti, infatti ci era già riuscito con Lose Yourself e Crack a Bottle.

## Classifiche
| Classifica (2010) | Posizione massima |
| ----------------- | ----------------- |
| Australia         | 1                 |
| Austria           | 1                 |
| Belgio (Fiandre)  | 1                 |
| Belgio (Vallonia) | 1                 |
| Canada            | 1                 |
| Danimarca         | 1                 |
| Europa            | 1                 |
| Finlandia         | 1                 |
| Germania          | 1                 |
| Irlanda           | 3                 |
| Italia            | 3                 |
| Lussemburgo       | 5                 |
| Norvegia          | 3                 |
| Nuova Zelanda     | 8                 |
| Paesi Bassi       | 1                 |
| Regno Unito       | 5                 |
| Repubblica Ceca   | 1                 |
| Slovacchia        | 2                 |
| Spagna            | 2                 |
| Svezia            | 5                 |
| Svizzera          | 2                 |
| Stati Uniti       | 1                 |
| Stati Uniti (pop) | 2                 |